# Charles Manners-Sutton
Charles Manners-Sutton (ur. 17 lutego 1755, zm. 21 lipca 1828 w Lambeth) – angielski duchowny, arcybiskup Canterbury.

## Życiorys
Był synem lorda George'a Mannersa-Suttona, arystokraty i polityka. Edukację zdobywał w szkole Charterhouse w Godalming oraz na Uniwersytecie Cambridge. Został wyświęcony na dziekana Peterborough w Cambridgeshire, a w 1792 konsekrowany na biskupa Norwich. Dwa lata później otrzymał nominację na dziekana Windsoru. Po śmierci arcybiskupa Johna Moore'a w lutym 1805 został wybrany na arcybiskupa Canterbury. W 1819 ochrzcił przyszłą królową Wiktorię w Pałacu Kensington. 
Zmarł 21 lipca 1828 w Pałacu Lambeth.

## Życie prywatne
W 1778 roku poślubił Marię, córkę Thomasa Thorotona, z tego związku miał dwóch synów i dziesięć córek. Jego starszy syn Charles Manners-Sutton był wicehrabią Canterbury, a drugi syn Francis (1783-1825) był pułkownikiem w armii.